# Burç-Bendi-Talsperre
Die Burç-Bendi-Talsperre befindet sich 10 km westlich des Atatürk-Staudamms in der Provinz Adıyaman (Südost-Türkei). Sie liegt am Fluss Göksu – etwa 8 km oberhalb dessen Mündung in den Euphrat.
Die Burç-Bendi-Talsperre wurde in den Jahren 2008–2010 als Gewichtsstaumauer aus Walzbeton erbaut.
Das Wasserkraftprojekt wurde als Betreibermodell realisiert.
Das 152,5 m lange Absperrbauwerk hat eine Höhe von 47 m (über Gründungssohle) und besitzt ein Volumen von 78.000 m³. Die Talsperre besitzt ein Speichervolumen von 26,6 Mio. m³.
Der Göksu wird auf einer Länge von etwa 10 km aufgestaut. Am westlichen Seeufer befindet sich die Siedlung Sayören.
Über eine 536 m lange unterirdische Druckrohrleitung mit 6 m Durchmesser strömt das Wasser dem   Kraftwerk der Burç-Bendi-Talsperre zu. Das hydraulische Potential beträgt 29 m. Das Wasserkraftwerk verfügt über 3 Kaplan-Turbinen (Vertikal-Achse) zu je 9,3 Megawatt. Das voraussichtliche Regelarbeitsvermögen liegt bei 112 GWh im Jahr.
Bei der Flutung des Stausees wurde das späthethitische Felsrelief von Malpınar überflutet.